# CCDC94
CCDC94 (англ. Coiled-coil domain containing 94) – білок, який кодується однойменним геном, розташованим у людей на короткому плечі 19-ї хромосоми. Довжина поліпептидного ланцюга білка становить 323 амінокислот, а молекулярна маса — 37 086.
| 10         |  | 20         |  | 30         |  | 40         |  | 50         |
| ---------- |  | ---------- |  | ---------- |  | ---------- |  | ---------- |
| MSERKVLNKY |  | YPPDFDPSKI |  | PKLKLPKDRQ |  | YVVRLMAPFN |  | MRCKTCGEYI |
| YKGKKFNARK |  | ETVQNEVYLG |  | LPIFRFYIKC |  | TRCLAEITFK |  | TDPENTDYTM |
| EHGATRNFQA |  | EKLLEEEEKR |  | VQKEREDEEL |  | NNPMKVLENR |  | TKDSKLEMEV |
| LENLQELKDL |  | NQRQAHVDFE |  | AMLRQHRLSE |  | EERRRQQQEE |  | DEQETAALLE |
| EARKRRLLED |  | SDSEDEAAPS |  | PLQPALRPNP |  | TAILDEAPKP |  | KRKVEVWEQS |
| VGSLGSRPPL |  | SRLVVVKKAK |  | ADPDCSNGQP |  | QAAPTPGAPQ |  | NRKEANPTPL |
| TPGASSLSQL |  | GAYLDSDDSN |  | GSN        |  |            |  |            |

A: Аланін

C: Цистеїн

D: Аспарагінова кислота

E: Глутамінова кислота

F: Фенілаланін

G: Гліцин

H: Гістидин

I: Ізолейцин

K: Лізин

L: Лейцин

M: Метіонін

N: Аспарагін

P: Пролін

Q: Глутамін

R: Аргінін

S: Серин

T: Треонін

V: Валін

W: Триптофан

Кодований геном білок за функцією належить до фосфопротеїнів. 